# El despertar de las hormigas
El despertar de las hormigas és una pel·lícula costa-riquenya de 2019, de temàtica feminista i dirigida per Antonella Sudasassi Furniss i protagonitzada per Daniella Valenciano, Leynar Gómez, Isabella Moscoso i Avril Alpízar. Fou seleccionada per representar Costa Rica a l'Oscar a la millor pel·lícula de parla no anglesa als Premis Oscar de 2019, però no fou nominada.

## Sinopsi
Isabel (Daniella Valenciano) i Alcides (Leynar Gómez) són un matrimoni costa-riqueny de San Mateo de Alajuela que tenen dues filles petites. Alcides desitja un fill home, però Isabel no, per la qual cosa comença en secret un tractament anticonceptiu.

## Producció
La pel·lícula, opera prima de Sudasassi, es va estrenar a la Berlinale de 2019. Va ser estrenada a Costa Rica en juny de 2019 y en agosto en España.

## Premis i nominacions
| Any  | Lloc                                             | País         | Categoria                                                | Resultat   | Notes |
| ---- | ------------------------------------------------ | ------------ | -------------------------------------------------------- | ---------- | ----- |
| 2019 | Festival de Cinema de Berlín                     | Alemanya     | Millor opera prima                                       | Nominada   | [ 2 ] |
| 2019 | Festival Internacional de Cinema de Costa Rica   | Costa Rica   | Millor pel·lícula                                        | Guanyadora |       |
| 2019 | Festival de Cinema de Gramado                    | Brasil       | Millor pel·lícula - Kikito d'or                          | Guanyadora |       |
| 2019 | Festival de Cinema de Gramado                    | Brasil       | Premi de la crítica                                      | Guanyadora |       |
| 2019 | Festival de Cinema de Gramado                    | Brasil       | Premi especial del jurat                                 | Guanyadora |       |
| 2019 | Festival Internacional de Cinema de Guanajuato   | Mèxic        | Competició internacional                                 | Nominada   |       |
| 2019 | Festival de Cinema de Lima                       | Perú         | Millor pel·lícula                                        | Nominada   |       |
| 2019 | Festival de Màlaga                               | Espanya      | Millor Pel·lícula Iberoamericana - Bisnaga d'Or          | Nominada   | [ 3 ] |
| 2019 | Festival Internacional de Cinema de Seattle      | Estats Units | Millor pel·lícula iberoamericana                         | Guanyadora |       |
| 2019 | Festival Transatlantyk                           | Polònia      | Premio de distribució                                    | Nominada   |       |
| 2020 | XXXIV Premis Goya                                | Espanya      | Millor Pel·lícula Iberoamericana                         | Nominada   |       |
| 2020 | Festival Internacional de Cinema de Palm Springs | Estats Units | Millor pel·lícula en llengua estrangera - Premi FRIPESCI | Nominada   |       |